# Погулянка (река)
Погулянка (латыш. Poguļanka, Saliena, Jaunborne, Olšanka) — река в Аугшдаугавский крае Латвии, левый приток Даугавы (Западной Двины).
Длина реки — 24 км. Площадь водосборного бассейна — 80 км². Уклон реки — 40 м/км.
Начинается как водоотводная канава в лесу Кирлишку, протекает в основном в северо-восточном направлении, в нижнем течении поворачивает на северо-запад и последних два километра течёт параллельно Даугаве. В верхнем течении до села Шлапаки река регулируется, потом протекает по глубокой долине. Впадает в Даугаву близ села Ританы. Самый крупный приток — Тартациня (левый, 11 км).
Реку пересекает региональная автодорога P67 Скрудалиена — Каплава — Краслава. Самые крупные населённые пункты: Шлапаки, Фальтопи, Яунборне.